# 來聘
來聘（1501年—？），字安國，號雲峰，陝西西安府三原縣人，軍籍，明朝政治人物。

## 生平
嘉靖十年（1531年）辛卯科陝西鄉試第五十七名舉人。嘉靖十四年（1535年）中式乙未科會試第一百十六名，登第三甲第十一名進士。授行人司行人，十六年十二月选授浙江道試監察御史，十七年八月實授，二十一年正月奉差挖運，二十二年正月祈穀禮於玄極寶殿，御史來聘、鄭光溥失於紏查，被廷杖，来聘降調四川丹稜縣知縣。二十五年升徽州府知府，调汝宁府，升按察司副使。

## 家族
曾祖來肅；祖父來鏜；父來時廉，曾任壽官。母馮氏；繼母焦氏。具庆下。兄来朝。弟来贺（嘉靖辛卯贡士）、来选、来迎、来徵、来宾。弟來賀，同科舉人，官大同府同知。侄子來儼然，萬曆乙未進士，兵部主事。